# پتابیت
پتا‌بیت یک ضریبی از واحد بیت است که برای انبارش داده کامپیوتری استفاده شده و علامتش Pbit یا Pb می‌باشد. پیشوند پتا (با علامت P) در دستگاه بین‌المللی یکاها ضریب ۱۰۱۵ (کادریلیون) تعریف شده است، بنابراین:
۱ پتا‌بیت = ۱۰۱۵ بیت = ۱۰۰۰ ترابیت
Mkojygfgg69o1p! 82s?cC@92oeop3o3ppwoiy4kjjhjjhgکای پتابیت ارتباط نزدیکی با یکای پبی‌بیت، یک یکای دودویی با پیشوند پبی که به ارزش ۲<k0sup>۵۰ (۱٬۱۲۵٬۸۹۹٬۹۰۶٬۸۴۲٬۶۲۴) بیت بوده و حداکثر ۱۳٪ از پتابیت بزرگتر است، دارد. با وجود اینکه پیشوند‌های جدیدی بر مبنای دودویی توسط کمیسیون الکتروتکنیکی بین‌المللی (استاندارد آی‌ئی‌سی ۶۰۰۲۷) تعریف شده‌اند اما هنوز در بازار از پیشوندهای اس‌آی استفاده می‌شود.